# Esterházy György (püspök)
Galántai báró Esterházy György (Galánta, 1630. március 25. – Párkány, 1663. augusztus 9.) szendrői címzetes püspök

## Élete
Esterházy Dániel báró és Rumy Judit fia volt. Esztergomi kanonok volt 1654-ben, azután szentgyörgyi prépost. Párkánynál a káptalancsapatok parancsnokaként esett el a törökök elleni köbölkúti csatában.

## Munkái
Rosae Coelestes… 4-rét.